# Wetrix
Wetrix (Wetrix+ sur Dreamcast) est un jeu vidéo de puzzle sorti en 1998 sur Nintendo 64, Dreamcast, Windows et Game Boy Color. Le jeu a été développé par Zed Two et édité par Ocean Software.
En 2000, le jeu a eu une suite, Aqua Aqua, sur PlayStation 2.

## Système de jeu
Le jeu présente un plateau en vue isométrique. Le joueur a pour objectif la gestion de l'eau et de son évaporation pour marquer des points. Pour cela, il faut manipuler des collines, des vallons et des bombes qui permettent de modifier la topographie du paysage et du climat. Le jeu propose également un mode deux joueurs en écran partagé.